# L'Âne de Carpizan
L'Âne de Carpizan est un roman satirique québécois écrit par le louperivois Raymond Goulet, danseur et professeur de danse, autopublié en 1957, et réédité chez Moult Éditions en 2019.
Ce livre a été décrit comme étant « le plus irrévérencieux de notre histoire [québécoise] », et comme un « coup de poing, charge anticléricale, pamphlet ubuesque déjanté et surréaliste ».
Il s'agit du premier livre québécois dont le narratif principal se centre autour de l'identité transgenre.

## Parution
Les Éditions du Cadenas créditées dans l'ouvrage original ne sont en fait pas réelles, étant plutôt une référence à la Loi du cadenas. Dès 1957, l'ouvrage a été publié et distribué à titre d'auteur, mais Goulet finit par en abandonner l'entreprise comme la tâche était trop grande.
L'impression continue de ce livre aux États-Unis pour contourner les censures alors imposées par l'Église québécoise, mènera tout de même à l'excommunication de son auteur par les autorités vaticanes.

## Réception
Lors de sa parution en 1957, L'âne de Carpizan passe initialement sous le radar des critiques. Sa parution étant confirmée par une unique réclame publicitaire parue dans Le Devoir en novembre 1957.
Sa première mention importante se trouve dans un article du Photo-journal publiée dix ans plus tard, en 1967. Le journaliste Roch Poisson y rapporte les propos d'Adrien Thério, qui y annonce la parution d'une anthologie dédiée à l'humour dans la littérature canadienne française. Celle-ci aura été publiée en 1968 et continent trois chapitres de L'Âne de Carpizan.
Au final, à l'exception de l'anthologie de « Thério, [de] la mention du désir de ce dernier d’éventuellement rééditer le volume [...], [des] réclames publicitaires dans Le Devoir et [de] quelques entrevues avec l’auteur », la réception du roman est limitée à son apparition au sein d'ouvrages bibliographiques.
Dans le tome 4 du Dictionnaire des oeuvres littéraires du Québec (1982), nous pouvons lire la critique suivante : il s'agit d'un « conte loufoque » et d'une « surprise plutôt décevante ».